# Aeroelasticità
L'aeroelasticità è una disciplina che si occupa dello studio dei fenomeni derivanti dall'interazione reciproca tra strutture solide elastiche (quali ali, ponti sospesi o strallati, ecc.), e le correnti fluide che le investono.
Più precisamente ci si può rifare all'ottima definizione di Collar (1947): «L'aeroelasticità è lo studio della mutua interazione tra le forze inerziali, elastiche e aerodinamiche agenti in un solido esposto ad una corrente fluida e dell'influenza di tale studio sul progetto della struttura».
I fenomeni aeroelastici interessano due grandi campi dell'ingegneria strutturale:
- aeronautico e aerospaziale
- civile e meccanico.

## Introduzione
Anche se per molto tempo non si capì l'importanza dell'interazione fluido - struttura, le sue conseguenze furono evidenti sin dagli inizi della storia del volo e anche in costruzioni come ad esempio nel Ponte di Tacoma. Si trattava in sostanza di cedimenti dovuti ad oscillazioni sempre più ampie che portavano la struttura al collasso a causa delle grandi deformazioni ed il conseguente superamento dei limiti di resistenza dei materiali.
Un sistema aeroelastico si può esprimere generalmente in forma matriciale con l'equazione:
{\displaystyle M_{s,a}({\dot {\overline {x}}},{\overline {x}},t){\ddot {\overline {x}}}{\rm {+C_{s,a}({\dot {\overline {x}}},{\overline {x}},t){\dot {\overline {x}}}{\rm {+K_{s,a}({\overline {x}},t){\overline {x}}{\rm {={\overline {f}}{\rm {(t)}}}}}}}}}
nella quale il vettore colonna x rappresenta l'insieme delle variabili strutturali del problema e con il pedice (s,a) si intende la somma dei contributi derivanti dal modello strutturale ed aerodinamico.

## Differenza fra fenomeni aerodinamici e aeroelastici
L'azione del vento sulle costruzioni può essere considerata secondo approcci differenti, in cui alcuni fenomeni sono considerati o meno:
- fenomeni strettamente aerodinamici: in cui è trascurabile l'azione di risposta della struttura sul campo fluidodinamico;
- fenomeni aeroelastici: in cui non è trascurabile l'azione di risposta della struttura sul campo fluidodinamico.

Nel primo caso, il moto della struttura causato dal vento incidente non altera le caratteristiche del flusso d'aria.
Nel secondo caso invece le caratteristiche del vento vengono completamente modificate dal moto della struttura causato dal flusso d'aria, poiché la deformazione determina l'insorgere di moti nel fluido sollecitante.
Inoltre con la deformazione è modificata l'esposizione della struttura al flusso.
Questi due effetti pertanto determinano una variazione sostanziale anche delle azioni indotte dal vento sulla struttura.
La modellazione delle azioni dovute al vento è generalmente effettuata come la somma di:
- forze aerodinamiche: dovute alla turbolenza atmosferica incidente
- forze aeroelastiche o autoeccitate: dovute al moto del corpo.

Analogamente, i moti di una struttura investita da un flusso ventoso vengono suddivisi in:
- oscillazioni forzate in presenza di forze aerodinamiche
- oscillazioni autoeccitate in presenza di forze aeroelastiche.

Nel primo caso sulla struttura agisce una forzante esterna (forze eccitanti aerodinamiche) e pertanto indipendente dal moto del corpo stesso.
In questo caso se la forzante ha una frequenza uguale a quella naturale del sistema meccanico oscillante, si ha il fenomeno della risonanza che comporta l'amplificazione delle sollecitazioni e degli spostamenti (che nel caso teorico di fattore di smorzamento nullo hanno valore infinito).
Nel secondo caso la forzante (forze eccitanti aeroelastiche o autoeccitate) dipende dal moto del sistema, (come le forze elastiche, inerziali e viscose) nonché da alcuni valori critici i quali delimitano la regione di stabilità, nella quale il moto si smorza, da quella di instabilità in cui il moto si amplifica.
Le forze autoeccitate, di natura aeroelastica, cambiano il comportamento della struttura modificandone frequenze proprie e fattori di smorzamento.
Si definiscono critiche le velocità del vento il cui superamento rende negativo lo smorzamento e/o labile la struttura.
Secondo il D.M. del 14.01.2008, la prima situazione dà luogo a fenomeni aeroelastici chiamati comunemente:
- galloping (galoppo): tipico degli elementi strutturali non circolari
- flutter (sventolio): tipico di ponti sospesi o strallati o di profili alari.

La seconda situazione dà luogo ad un fenomeno aeroelastico comunemente chiamato torsional divergence (divergenza torsionale), tipico delle lastre molto sottili quali i cartelloni pubblicitari.
In generale nell'ingegneria civile strutturale i fenomeni aeroelastici sono classificati in quattro categorie:
- Fenomeni di aeroelasticità dinamica:
  - distacco dei vortici (vortex shedding) e fenomeni di sincronizzazione (lock-in)
  - le oscillazioni galoppanti (galloping)
  - il flutter (comprendente anche il buffeting)
- Fenomeni di aeroelasticità statica:
  - la divergenza torsionale (torsional divergence)

Ognuno dei suddetti fenomeni può produrre il collasso di una struttura, come è avvenuto ad esempio per il ponte di Tacoma Narrows a causa dell'instabilità aeroelastica dovuta al fenomeno del flutter.
Dal punto di vista reale, poiché i fenomeni aerodinamici e aeroelastici si influenzano tra loro, è praticamente impossibile individuare il limite di separazione degli stessi.